# Джон Ландис
Джон Ландис (на английски: John Landis) е американски режисьор, продуцент, сценарист и актьор.

## Биография
Джон Ландис е роден на 3 август 1950 година в Чикаго, Илинойс, в еврейско семейство, син е на Шърли Ливайн (по баща Магазинер) и Маршал Ландис, интериорен дизайнер и декоратор. Джон Ландис и родителите му се преместват в Лос Анджелис, когато той е на четири месеца. Въпреки че прекарва детството си в Калифорния, той все още нарича Чикаго свой роден град. Фен е на бейзболния отбор Чикаго Уайт Сокс. Когато Ландис е малко момче, той гледа „Седмото пътешествие на Синбад“, което го вдъхновява да стане режисьор.

### Персонален живот
Джон Ландис е женен за Дебора Надолман, дизайнер на костюми. Те имат две деца, Макс и Рейчъл. В интервю за BBC Radio той заявява, че е атеист. Семейството живее в Бевърли Хилс, Калифорния. Те закупуват имението на Рок Хъдсън в Бевърли Крест, след като актьорът почива там от усложнения от СПИН. По-късно имотът е продаден на съоснователя на Майкрософт Пол Алън.
През 2009 г. Ландис подписва петиция в подкрепа на режисьора Роман Полански, който е задържан, докато пътува за филмов фестивал във връзка с обвиненията му в сексуално посегателство през 1977 г.

## Избрана филмография
| Година | Филм                        | Оригинално заглавие      |
| ------ | --------------------------- | ------------------------ |
| 1980   | Блус Брадърс                | The Blues Brothers       |
| 1978   | Животинска къща             | Animal House             |
| 1983   | Зоната на здрача: Филмът    | Twilight Zone: The Movie |
| 1983   | Смяна на местата            | Trading Places           |
| 1985   | Ние, шпионите               | Spies Like Us            |
| 1986   | Тримата амигос              | Three Amigos             |
| 1988   | Пристигане в Америка        | Coming to America        |
| 1991   | Оскар                       | Oscar                    |
| 1992   | Невинна кръв                | Innocent Blood           |
| 1994   | Ченгето от Бевърли Хилс III | Beverly Hills Cop III    |
| 2000   | Блус Брадърс 2000           | Blues Brothers 2000      |